# L'Estère
L'Estère este o comună din arondismentul Les Gonaïves, departamentul Artibonite, Haiti, cu o suprafață de 176,24 km2 și o populație de 41.068 locuitori (2009).